# オビンナ・エケジー
オビンナ・イキジー（Obinna Ekezie）ことオビンナ・ラルフ・エケジー（Obinna Ralph Ekezie、1975年8月22日 - ）は、ナイジェリアのプロバスケットボール選手。リバーズ州ポートハーコート出身。ポジションはセンター。207cm、120kg。

## 来歴
メリーランド大学から1999年のNBAドラフト2巡目でバンクーバー・グリズリーズに指名されて入団した。その後ワシントン・ウィザーズ、ダラス・マーベリックス、ロサンゼルス・クリッパーズを経てセルビアのBCレッドスター、NBAのアトランタ・ホークス、セリエAのパッラカネストロ・ヴィルトゥス・ローマ、ロシアのMBCディナモ・モスクワなどでプレーした。